# Roestes
Ne doit pas être confondu avec Roest.
Genre
Roestes est un genre de poissons téléostéens de la famille des Cynodontidae et de l'ordre des Characiformes.

## Liste d'espèces
Selon FishBase (19 juin 2015):
- Roestes itupiranga Menezes & Lucena, 1998
- Roestes molossus (Kner, 1858)
- Roestes ogilviei (Fowler, 1914)